# The War Within (album)
The War Within è il quarto album in studio del gruppo musicale metalcore statunitense Shadows Fall, pubblicato nel 2004 dalla Century Media.

## Il disco
Viene considerato il miglior lavoro della band, forte di canzoni come What Drives the Weak, The Power of I and I e soprattutto l'incredibile The Light that Blinds, riconosciuta da molti come il loro capolavoro. Le sonorità del disco sono molto vicine al thrash metal dei Testament, trascinate dalla perfetta sintonia delle due chitarre e dal drumming impressionante di Jason Bittner.

## Tracce
1. The Light That Blinds – 4:58
2. Enlightened By The Cold – 3:02
3. Act Of Contrition – 3:41
4. What Drives The Weak – 4:44
5. Stillness – 4:52
6. Inspiration On Demand – 3:52
7. The Power Of I And I – 3:34
8. Ghosts Of Past Failures – 4:13
9. Eternity Is Within – 4:08
10. Those Who Cannot Speak – 7:47
11. Buddy Icons/Pictures/Wallpapers – 0:45